# Jarosław Ulatowski
Jarosław Ulatowski (ur. 28 lipca 1958 w Działdowie) – polski przedsiębiorca, poseł na Sejm I kadencji.

## Życiorys
Ukończył Wydział Techniczny Studium Elektronicznego w Grudziądzu w 1981. Krótko pracował w Stoczni Północnej. Potem był prezesem Gdańskiej Izby Gospodarczej. W 1990 znajdował się na 9. miejscu najbogatszych Polaków według tygodnia „Wprost”, a także właścicielem firmy „Kablex” oraz członkiem założycielem Polskiej Rady Biznesu.
W 1991 uzyskał mandat posła na Sejm I kadencji. Został wybrany w okręgu gdańskim z listy Kongresu Liberalno-Demokratycznego. Zasiadał w Komisji Systemu Gospodarczego i Przemysłu, Komisji Przekształceń Własnościowych, a także w Polskim Programie Liberalnym. Nie ubiegał się o reelekcję.
Obejmował w kolejnych latach kierownicze stanowiska w spółkach prawa handlowego.